# Eugeniusz Kłopotek
Eugeniusz Kłopotek (ur. 15 listopada 1953 w Chojnicach) – polski polityk, zootechnik i samorządowiec, doktor nauk rolniczych, poseł na Sejm III, IV, VI, VII i VIII kadencji, naczelnik (1982–1988) i wójt (2021–2024) gminy Warlubie.

## Życiorys
Syn Alfonsa i Anastazji, brat Andrzeja Kłopotka i mąż Agnieszki Kłopotek. W 1977 ukończył studia na Wydziale Zootechnicznym Akademii Techniczno-Rolniczej w Bydgoszczy, a w 1987 podyplomowe studium pedagogiczne w bydgoskim Instytucie Kształcenia Nauczycieli im. Władysława Spasowskiego.
Po ukończeniu studiów pracował jako zootechnik w Kombinacie PGR Wojnowo. W latach 1982–1988 pełnił funkcję naczelnika gminy Warlubie, a od 1988 do 1990 był zastępcą dyrektora wydziału rolnictwa w Urzędzie Wojewódzkim w Bydgoszczy. Na początku lat 90. był właścicielem firmy doradczej „Kontra” oraz kierownikiem biura wykonawczego zarządu wojewódzkiego PSL w Bydgoszczy. Od stycznia 1994 do października 1997 pełnił funkcję wicewojewody bydgoskiego.
Od 1977 był członkiem Zjednoczonego Stronnictwa Ludowego, a od 1990 należy do Polskiego Stronnictwa Ludowego. Kierował kujawsko-pomorskim zarządem wojewódzkim, zasiadał też w radzie naczelnej PSL. Od 1968 należy do Zrzeszenia Ludowe Zespoły Sportowe. W latach 1995–2007 był przewodniczącym rady wojewódzkiej Kujawsko-Pomorskiego Zrzeszenia LZS.
W 1997 i 2001 uzyskiwał mandat poselski z listy PSL. W Sejmie III był wiceprzewodniczącym Komisji Kultury Fizycznej i Turystyki, a w kolejnej kadencji wiceprzewodniczącym Komisji Kultury Fizycznej i Sportu oraz rzecznikiem dyscypliny Klubu Parlamentarnego PSL. W marcu 2003 został z ramienia Sejmu obserwatorem w Parlamencie Europejskim, następnie od 1 maja 2004 (od dnia akcesji Polski do UE) do 19 lipca 2004 sprawował mandat posła do PE. W wyniku wyborów w 2004 nie został wybrany na kolejną kadencję.
W wyborach w 2005 bezskutecznie ubiegał się o reelekcję. W 2006 został wybrany do sejmiku kujawsko-pomorskiego. W wyborach parlamentarnych w 2007 po raz trzeci dostał się do Sejmu, otrzymując w okręgu bydgoskim 12 975 głosów. W 2009 i 2014 kandydował bez powodzenia do Parlamentu Europejskiego. W wyborach do Sejmu w 2011 z powodzeniem ubiegał się o reelekcję, uzyskując 13 287 głosów. W 2015 ponownie został wybrany do Sejmu, otrzymując 9143 głosy.
W międzyczasie kontynuował pozapolityczną działalność zawodową. W 2017 doktoryzował się w zakresie nauk rolniczych w Instytucie Zootechniki – Państwowym Instytucie Badawczym na podstawie pracy pt. Wpływ postaci fizycznej ziarna owsa na efekty produkcyjne, strawność i jakość tuszek gęsi białych kołudzkich. Był długoletnim dyrektorem zakładu doświadczalnego w Kołudzie Wielkiej w ramach Instytutu Zootechniki, pełnił tę funkcję do 2020.
W sierpniu 2019 ogłosił swoją rezygnację z kandydowania w kolejnych wyborach parlamentarnych i zakończenie aktywnej działalności politycznej. W listopadzie 2020 zarejestrował się jako kandydat na wójta gminy Warlubie w przedterminowych wyborach rozpisanych na grudzień tego samego roku (następnie przekładanych z uwagi na pandemię COVID-19). Wybory odbyły się ostatecznie 13 czerwca 2021 – Eugeniusz Kłopotek został wybrany na wójta w pierwszej turze głosowania. Urząd wójta objął 22 czerwca 2021. Nie ubiegał się o ponowny wybór w 2024; w tymże roku uzyskał natomiast mandat radnego powiatu tucholskiego.

## Odznaczenia
W 1997, za wybitne zasługi w działalności państwowej i publicznej, został odznaczony Krzyżem Kawalerskim Orderu Odrodzenia Polski.